# Saia e blusa (pintura automotiva)

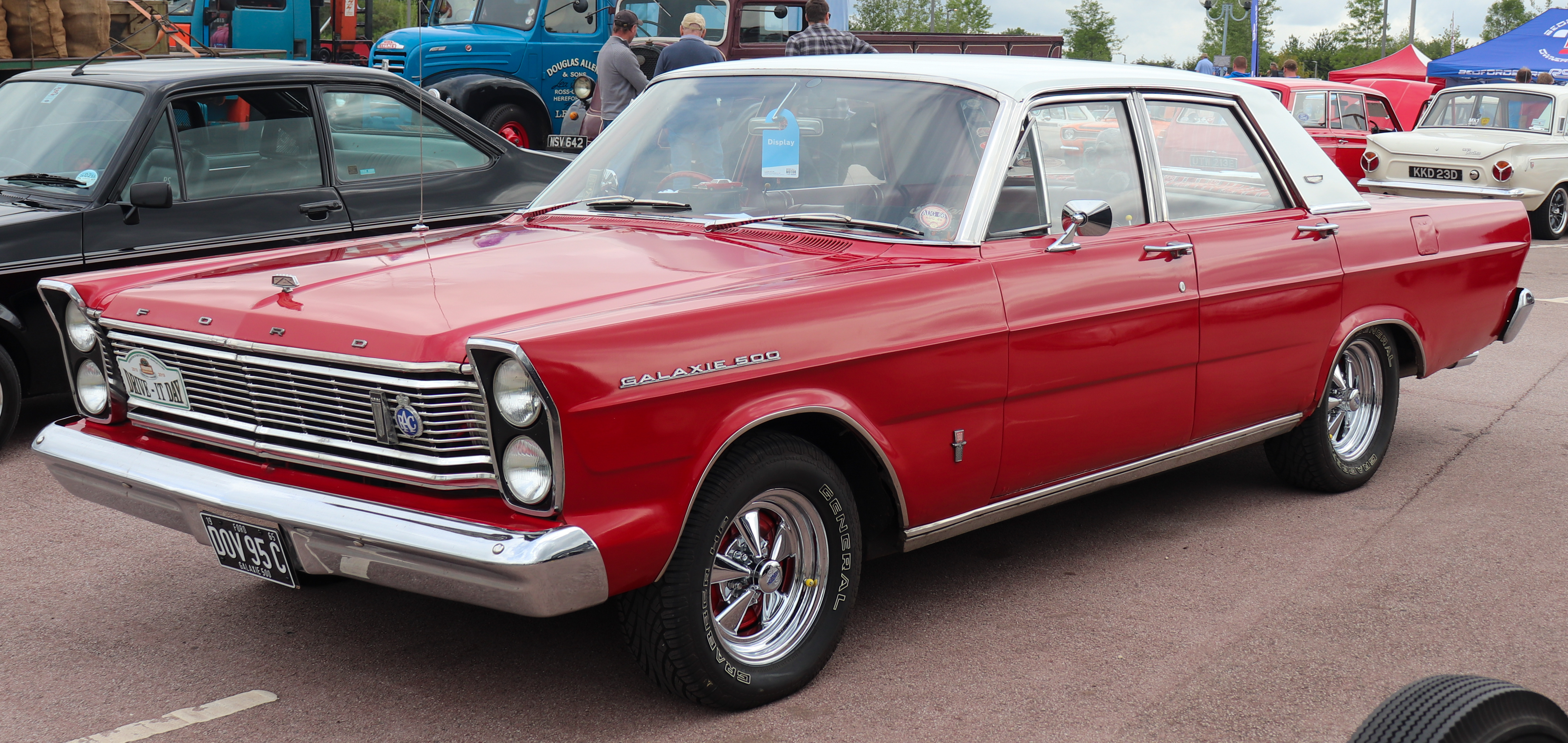
Ford Galaxie de 1965 com pintura "saia e blusa"

O estilo automotivo saia e blusa, também chamado de biton ou bitom é um tipo de pintura (ou envelopamento) na qual a metade inferior do carro é pintada de uma cor e a metade superior de outra.

## No Brasil
No Brasil, o estilo, surgido nos anos 1950 e popular em carros de meados dos anos 1980, voltou a crescer em popularidade na segunda metade dos anos 2010, com estilos saia e blusa de fábrica dos modelos Jeep Renegade em 2015 e Nissan Kicks em 2016. Em 2017, a Renault trouxe o modelo Captur, introduzindo oficialmente a nomenclatura "gourmet" (sic) biton.  Depois, outros carros adquiriram também a aparência saia e blusa, como o Renaul Kwid, versão biton. Em 2023, o visual foi adotado também pelos carros elétricos BYD Dolphin Plus e  Mercedes-Maybach EQS 680.

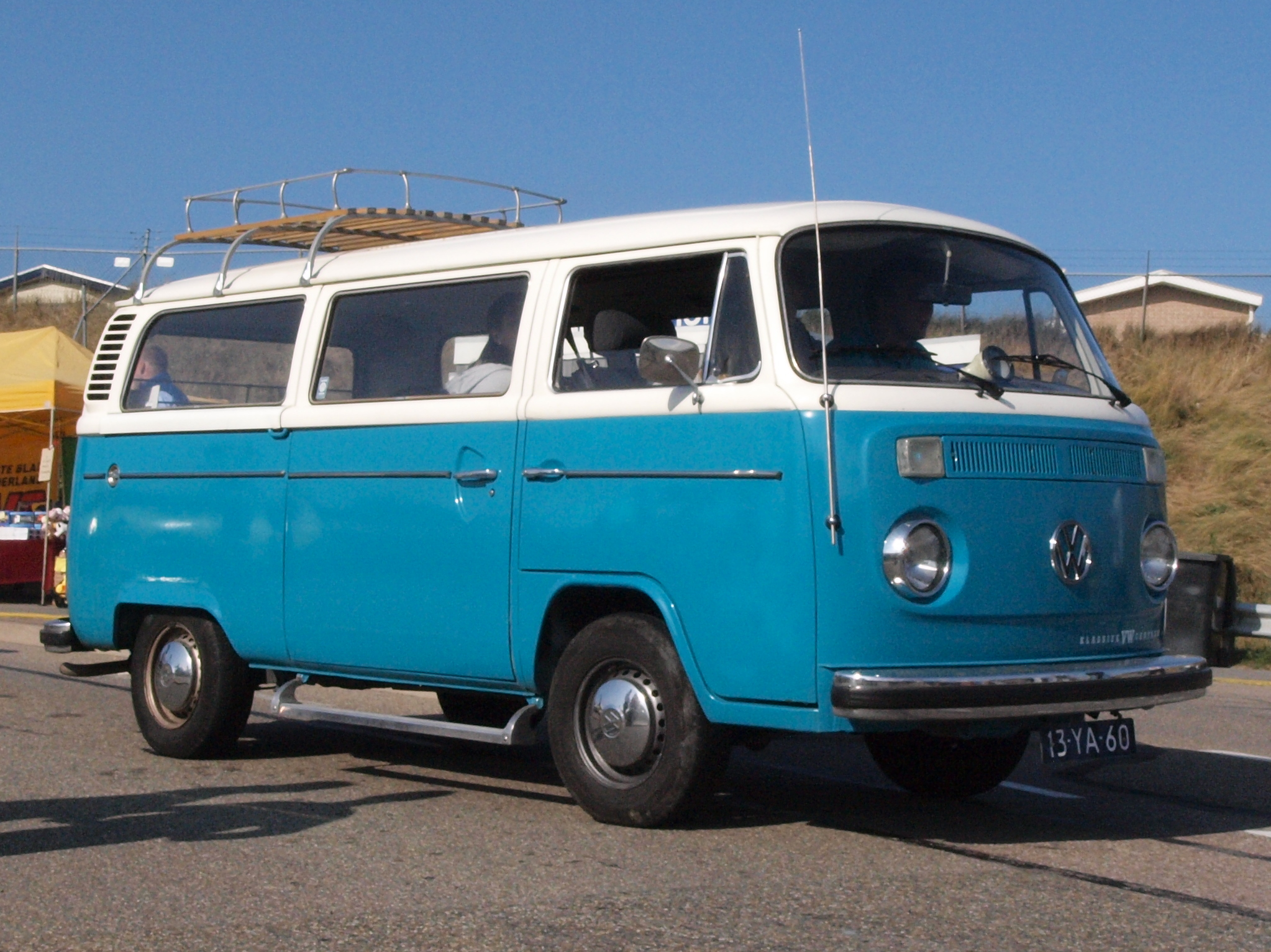
Kombi "saia e blusa" azul e branca.

Outros modelos que circularam no Brasil com estilo saia e blusa de fábrica incluem o Karmann Ghia (1950s),  o Ford Galaxie 500 (1960s) e a Kombi (diversas décadas, incluindo o atual modelo elétrico "ID.Buzz"). 

## Em Portugal

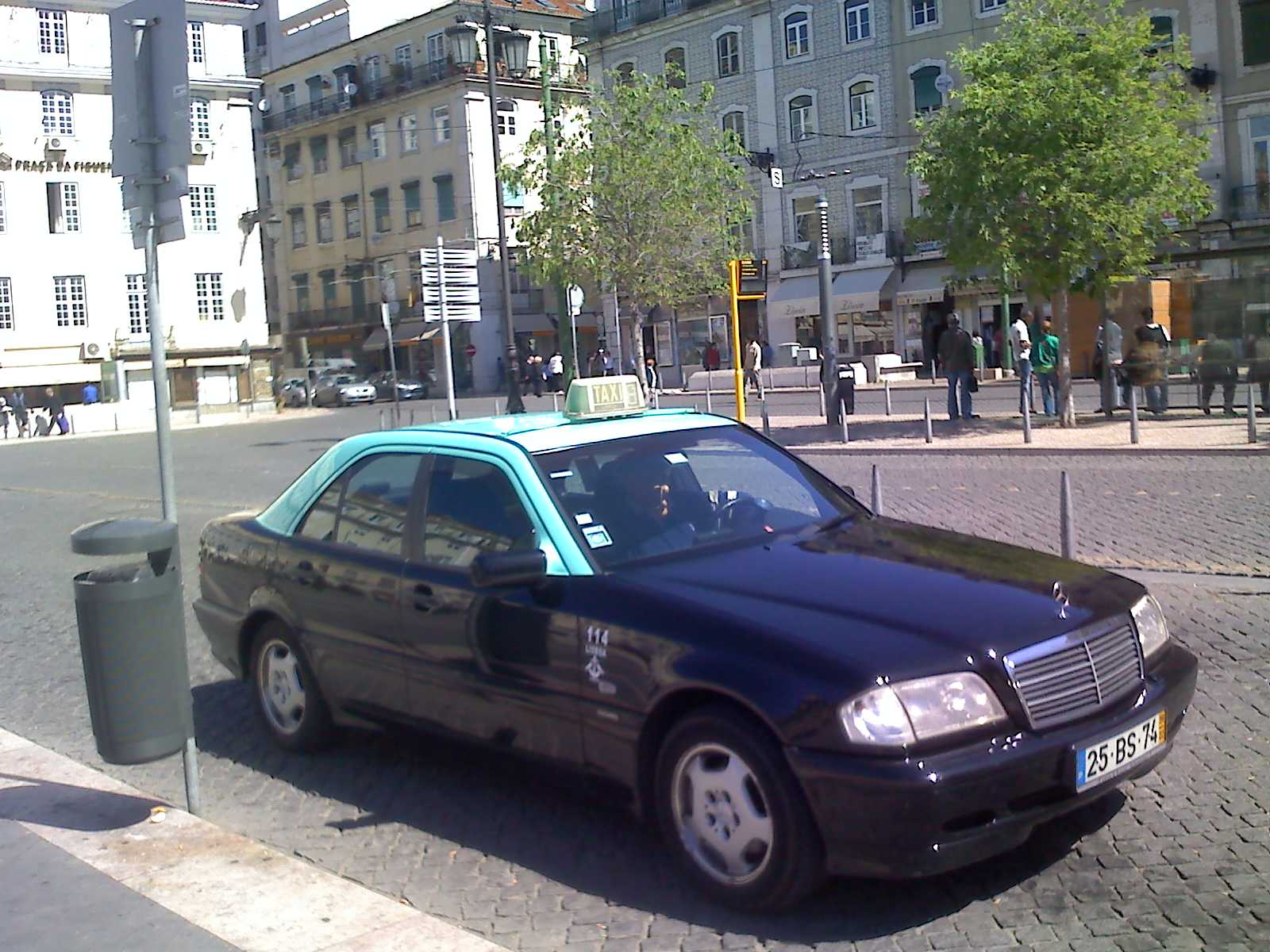
Um táxi em Lisboa.

Em Portugal, tradicionalmente, os táxis têm as cores preto e verde-mar.